# 塔拉斯·薩夫琴科
塔拉斯·赫雷霍羅維奇·薩夫琴科（羅馬化：Taras Hryhorovych Savchenko；1981年2月4日—），烏克蘭政治人物，大學教授。在2023年1月25日至4月12日間代理蘇梅州州長。

## 早年生活和事業
塔拉斯·薩夫琴科在1981年出生於烏克蘭東北部波爾塔瓦州哈佳奇。在1998年至2003年間就讀于烏克蘭國家銀行學院。他在2003年6月畢業後在第聶伯羅信貸銀行蘇梅分行工作至第二年的4月，2004年至2005年在烏克蘭農業信貸銀行的董事會工作。2005年起回到銀行學院工作，先任教學助理，後來任銀行系資深教師和副教授。2013年9月至2016年5月，薩夫琴科擔任烏克蘭銀行學院會計與金融學院院長。2016年5月至9月，擔任蘇梅國立大學商業技術學院會計與審計系教授，2016年9月至2021年3月，擔任該系的主任。2021年3月22日，薩夫琴科被任命為蘇梅州國家行政管理局副局長。2021年8月30日，薩夫琴科被任命為蘇梅州國家行政管理局第一副局長。2023年1月24日，在地區行政長官（州長）德米特羅·日維茨基辭職后，該職位暫時由薩夫琴科代理，2023年4月12日，總統澤連斯基任命沃洛迪米爾·阿爾秋赫為該州的州長。